# نظريات المؤامرة حول اختطاف وقتل ألدو مورو
في 9 مايو 1978، قُتل ألدو مورو، رجل الدولة المنتمي لحزب الديمقراطية المسيحية، والذي كان يدعو للتوافق التاريخي مع الحزب الشيوعي الإيطالي، بعد 55 يومًا من الأسر على يد الألوية الحمراء، وهي منظمة إرهابية يسارية متطرفة. رغم أن المحاكم أثبتت أن الألوية الحمراء تصرفت بمفردها، إلا أن نظريات المؤامرة المتعلقة بقضية مورو لا تزال قائمة. تزعم الكثير من هذه النظريات تورط جهات إضافية، مثل الحكومة الإيطالية نفسها وأجهزتها السرية المتعاونة مع الألوية الحمراء، ومنظمة الدعاية السرية، بالإضافة إلى وكالة الاستخبارات المركزية الأمريكية (CIA) وهنري كيسنجر والموساد والاستخبارات السوفيتية.
نظرًا لاستمرار وجود العديد من الجوانب غير الواضحة والاعتراف واسع النطاق، بما في ذلك من قبل القضاة أنفسهم، بفشل الشرطة، فإن نظريات المؤامرة لا تزال شائعة على الرغم من إجراء خمسة محاكمات في محكمة الجنايات بروما، والتي انتهت بأحكام بالسجن المؤبد، بالإضافة إلى لجنتين برلمانيتين وتحقيقات أخرى. يرى أصحاب نظريات المؤامرة أن مورو، التقدمي الذي أراد إشراك الحزب الشيوعي الإيطالي في الحكومة، قد تم التضحية به في نهاية المطاف بسبب سياسات الحرب الباردة، وأن كلا الجانبين رحب باختطافه، ومن خلال رفض التفاوض، تسببوا في وفاته. رفض القضاة الذين حققوا في قضية مورو هذه النظريات، مؤكدين أنه لا يوجد دليل يدعم تلك التفسيرات لقضية مورو، ورغم اعترافهم بأن مورو كان لديه أعداء سياسيون أقوياء، أصروا على أن أصحاب نظريات المؤامرة قدموا افتراضات عديدة. ومع ذلك، فقد تغيرت الحقيقة القضائية عدة مرات، وأكدت آخر لجنة برلمانية اختتمت أعمالها في عام 2018 أن الأحكام استندت بشكل أساسي إلى اعتراف فاليريو موريتّي، وأن العناصر التي تتناقض مع روايته، مثل مكان ترك السيارات بعد الاختطاف، تم تجاهلها.
بعد عشرين عامًا من مقتل مورو، ظلت نظريات المؤامرة منتشرة. قلة من الإيطاليين يصدقون الرواية الرسمية التي تنص على أن الألوية الحمراء وحدها كانت مسؤولة عن مقتل مورو وأن الحكومة الإيطالية بذلت قصارى جهدها لإنقاذه. في أغسطس 2020، وقع حوالي ستين شخصًا من عالم البحث التاريخي والسياسي وثيقة تندد بتزايد تأثير النظرة التآمرية لاختطاف وقتل مورو في الخطاب العام.

## تورط مزعوم لمنظمة P2، غلاديو، وأجهزة الاستخبارات الإيطالية

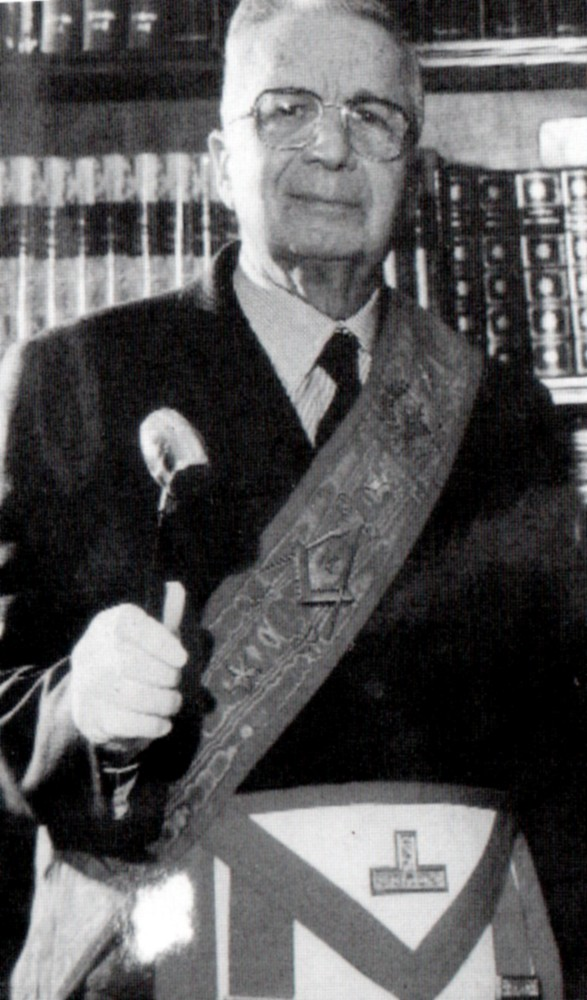
لوتشيو جيلي، السيد الموقر للمحفل الماسوني P2

اقترحت عدة سلطات تورط منظمة P2 في اختطاف مورو، وأن أنشطة P2 كانت معروفة قبل وفاة مورو وقبل الكشف العلني عن وجودها في مارس 1981. تكررت ربط اسم أندريوتي بالعديد من أعضاء P2، لا سيما مع المصرفي المافيوي الإيطالي ميكيلي سندونا ومؤسس المنظمة لوتشيو جيلي، الذي كان يعرفه جيدًا. كانت P2 منظمة ماسونية سرية متورطة في العديد من الفضائح المالية والسياسية في إيطاليا في السبعينيات والثمانينيات، وضمت في عضويتها رجال أعمال وصحفيين وشخصيات بارزة من الأحزاب اليمينية والشرطة الإيطالية والكارابينييري، ومنهم رئيس الوزراء المستقبلي سيلفيو برلسكوني والجنرال كارلو ألبرتو ديلا كييزا والعديد من ضباط المخابرات.
نظريات أخرى تزعم أن الألوية الحمراء تم اختراقها من قبل وكالة المخابرات المركزية الأمريكية أو عملية غلاديو، وهي شبكة شبه عسكرية سرية تديرها الناتو، وكان هدفها الأساسي مواجهة النفوذ السوفيتي في أوروبا الغربية، بما في ذلك صعود الحزب الشيوعي الإيطالي إلى الحكومة.
تم نشر جميع الوثائق المتعلقة بمنظمة P2 في 7 مايو 1981، وتم حلها في عام 1982 بموجب قانون جعل إنشاء منظمات سرية ذات أهداف مماثلة غير قانوني في إيطاليا. أكد جيلي أن P2 تمت تبرئتها في جميع مراحل المحاكمة الثلاث من تهم التآمر ضد الدولة. رغم ذلك، لا يزال معظم المؤرخين يعتقدون أن دور هذه الماسونية المنحرفة لم يتم توضيحه بالكامل.
خلال أيام أسر مورو، كتب الصحفي كارمين بيكوريلي مقالًا ينتقد الحكومة، مشيرًا إلى أن أندريوتي التقى بالجنرال ديلا كييزا، الذي أخبره بمكان احتجاز مورو لكنه لم يحصل على الإذن لتحريره بسبب تأثير منظمة P2.
في يوم اختطاف مورو، اجتمع أهم أعضاء منظمة P2 في فندق إكسلسيور في روما، والذي يقع على بعد مئات الأمتار من السفارة الأمريكية، وعند خروجه من الفندق، قال جيلي: "تم إنجاز الجزء الأصعب"، مشيرًا على ما يبدو إلى اختطاف مورو.
ظهر جدل آخر يتعلق بالعقيد كاميلو غولييلمي، وهو ضابط في الفرقة السابعة لجهاز الاستخبارات الإيطالية التي كانت تراقب عملية غلاديو، وكان حاضرًا في موقع الاختطاف في شارع ستريسا في اللحظات التي تم فيها خطف مورو. تم الحفاظ على سرية وجوده هناك حتى تم الكشف عن ذلك خلال لجنة برلمانية عام 1990. ادعى غولييلمي أنه كان متواجدًا هناك بدعوة من زميل للغداء، إلا أن التوقيت الصباحي لتواجده (حوالي الساعة 9 صباحًا) لا يتماشى مع توقيت الغداء المعتاد في إيطاليا، مما أثار المزيد من الشكوك.
أحد الاكتشافات المثيرة للجدل تمثل في العثور على شقة الألوية الحمراء في شارع غرادولي، حيث شارك في تفتيشها عناصر من منظمة P2 والشرطة الإيطالية. زعمت لوتشيا موكبل، مخبرة لجهاز SISDE، أنها سمعت أصواتًا تشبه شيفرة مورس قادمة من الشقة المجاورة، لكن تبين لاحقًا أن الأصوات كانت صادرة عن آلة كاتبة استخدمها الإرهابيون لكتابة مطالبهم. رغم ذلك، لم يحاول رجال الشرطة الذين طرقوا باب الشقة الدخول، بل غادروا المكان.
تم الكشف أيضًا عن أن المعدات المستخدمة لطباعة بيانات الألوية الحمراء، بما في ذلك آلة طباعة، كانت مملوكة سابقًا من قبل أجهزة الدولة الإيطالية، مثل جهاز RUS التابع للجيش. رغم قيمتها العالية وحداثتها، تم بيعها كخردة. كما وُجدت آلة نسخ مملوكة سابقًا لوزارة النقل الإيطالية تم بيعها لاحقًا إلى عضو في الألوية الحمراء، إنريكو ترياكا.
الشقة نفسها في شارع غرادولي، والتي استأجرها فاليريو موريتّي تحت الاسم المستعار "ماريو بورغي"، كانت تقع في مبنى يضم شققًا مملوكة لرجال من جهاز SISDE، بالإضافة إلى شقة يسكنها أحد المخبرين التابعين للشرطة. رغم ذلك، تم استبعاد هذه الشقة من التفتيش خلال مداهمة الكارابينييري بقيادة العقيد أنطونيو فاريشكو، بحجة عدم وجود شخص داخلها. لاحقًا، تبين أن صاحبة الشقة، لوتشيانا بوتزي، كانت صديقة لجوليانا كومفورتو، ابنة ضابط سابق في الاستخبارات السوفيتية.
في يونيو 2008، أدلى الإرهابي الفنزويلي إليتش راميريز سانشيز، المعروف باسم "كارلوس الثعلب"، بتصريحات في مقابلة صحفية، مشيرًا إلى أن رجالًا من SISMI بقيادة العقيد ستيفانو جيوفانوني حاولوا التفاوض لتحرير مورو في مطار بيروت من خلال صفقة لتبادل أعضاء من الألوية الحمراء مع أعضاء من الجبهة الشعبية لتحرير فلسطين، لكن الصفقة انهارت بسبب تسريبها لوكالات استخبارات غربية. قُتل مورو في اليوم التالي، وتم فصل الضباط المشاركين في هذه المحاولة أو إجبارهم على التقاعد المبكر.